# Pieczarka kępkowa

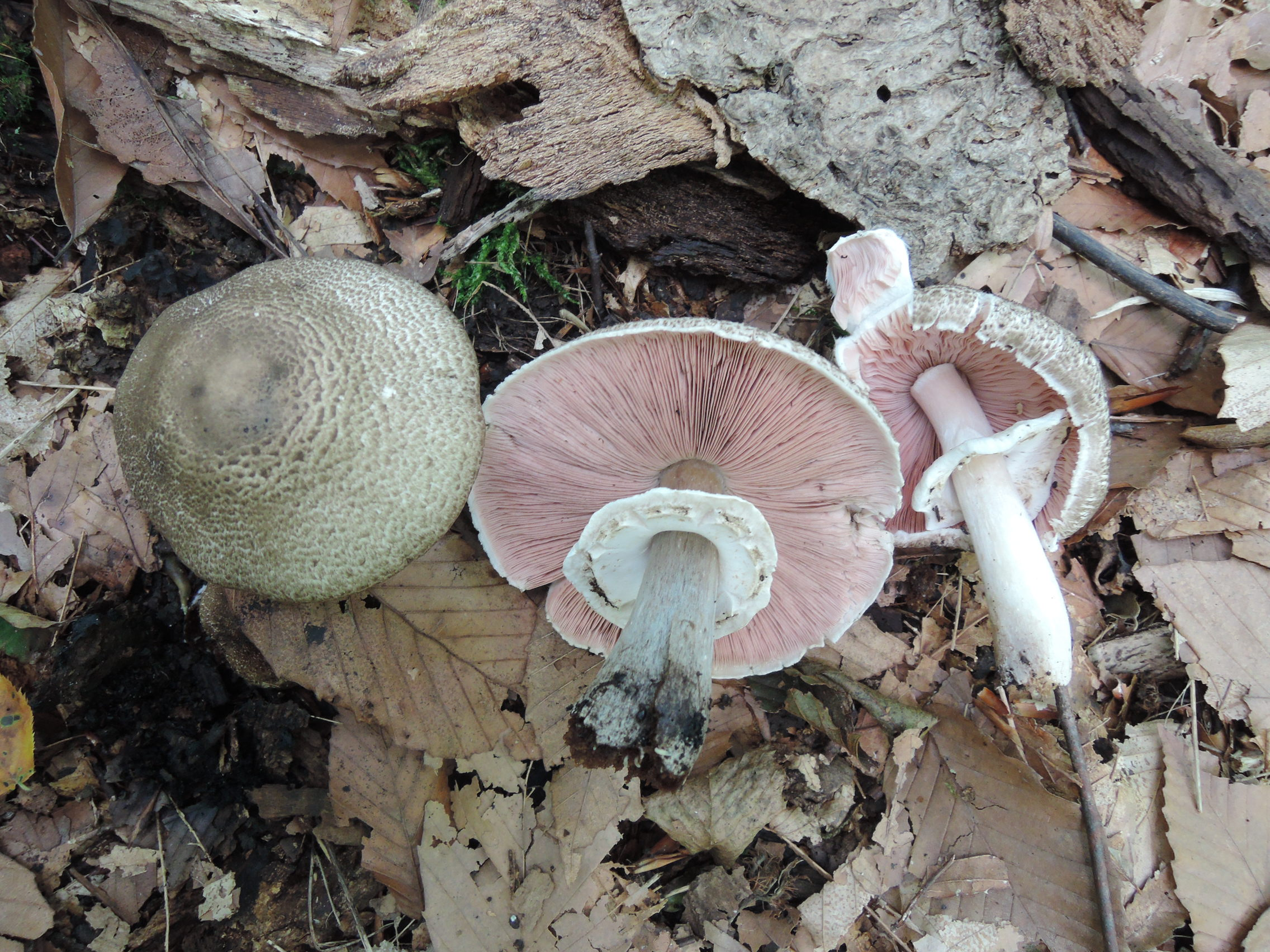

Pieczarka kępkowa (Agaricus bohusii Bon) – gatunek grzybów z rodziny pieczarkowatych (Agaricaceae).

## Systematyka i nazewnictwo
Pozycja w klasyfikacji według Index Fungorum: Agaricus, Agaricaceae, Agaricales, Agaricomycetidae, Agaricomycetes, Agaricomycotina, Basidiomycota, Fungi.
Polską nazwę podał M.Z. Szczepka w 1989 r.

## Morfologia
Kapelusz
Mięsisty, o średnicy 6–14 cm, początkowo łukowaty, gładki i brązowy, później płaskołukowaty i cały (z wyjątkiem wierzchołka) popękany na trójkątne łuseczki o sterczących, ostrych końcach.
Blaszki
Wolne, przez długi czas białe, potem bladoróżowe, w końcu brązowe. Ostrza jaśniejsze.
Trzon
O wysokości 8–18 cm i grubości 1–3 cm, walcowaty lub wrzecionowaty, u podstawy zaostrzony. Powierzchnia biaława i włóknista z podwójnym, brązowawym i ząbkowanym pierścieniem. Ponadto u podstawy często ma dwa osłonkowe pierścienie. Po uszkodzeniu zmienia barwę na czerwonobrązową.
Miąższ
W kapeluszu białawy, po uszkodzeniu brązowieje. W trzonie brązowawy. Smak i zapach grzybowy.
Gatunki podobne
Szczególnie podobny jest niewystępujący w Polsce Agaricus subperonatus. Ma również łuskowatą powierzchnię kapelusza, ale jego łuseczki przylegają i nie mają zaostrzonych końców. Ponadto nie występuje w kępkach.

## Występowanie i siedlisko
Pieczarka kępkowa znana jest tylko w niektórych krajach Europy. W piśmiennictwie naukowym na terenie Polski do 2003 r. podano tylko jedno stanowisko (Jaworze koło Bielska-Białej, 1984 i 1989). W. Wojewoda proponuje umieścić ją na liście gatunków zagrożonych wymarciem (kategoria E).
Grzyb naziemny. Pojawia się w lasach liściastych, zwłaszcza z dębami, grabami i wiązami, rzadko w lasach iglastych, i parkach. Rozwija się na dobrze nawożonej glebie i na kompoście. Owocniki pojawiają się w kępkach od sierpnia do października.

## Znaczenie i zastosowanie
Saprotrof, grzyb jadalny. Badania naukowe wykazały, że zawiera γ-tokoferol (witaminę E), związki fenolowe i kwasy organiczne. Związki te wykazują silne własności antyoksydacyjne. Ekstrakt A. bohusii wykazywał właściwości przeciwgrzybicze w serze śmietankowym. Z tego względu zaleca się jego stosowanie jako dodatek do sera śmietankowego.